# Microplitis desertus
Microplitis desertus är en stekelart som beskrevs av Alexeev 1977. Microplitis desertus ingår i släktet Microplitis och familjen bracksteklar. Inga underarter finns listade i Catalogue of Life.